# Restavrator
Restavrátor konservator (lat. restaurator) je strokovnjak za obnavljanje starih predmetov, poslopij, umetnin.
Kdor izvaja postopek, pri katerem kaj poškodovanega ali s predelovanjem spremenjenega spet dobi prvotno obliko.
Beseda restavrátor je tujka, ki se na Slovenskem uporablja od 20. stoletja in izhaja iz besede restavrîrati (lat. restaurare = postaviti v prejšne stanje, obnoviti, popraviti). Tujka je  prevzeta prek nem. besede restaurieren iz latinske restaurare, kar je sestavljeno iz lat. re- (ponovno, spet) in staurare (trdno stati).